# Agromet-Kraj
Agromet-Kraj – były producent maszyn rolniczych z siedzibą w Kutnie.
Kontynuatorem 100-letniej tradycji maszyn rolniczych byłej Fabryki Maszyn Rolniczych „AGROMET-Kraj” jest obecnie KRAJ Sp. z o.o. będący jedną z fabryk Grupy Kapitałowej Unia.

## Historia
Alfred Vaedtke, znany w kołach fabrykantów przemysłowiec, zakłada w Kutnie w 1890 roku Fabrykę Maszyn i Narzędzi Rolniczych Kraj.
W 1910 roku zostaje przemianowana na spółkę akcyjną. W 1919 r. dokonano zmiany nazwy z „Fabryki Maszyn i Narzędzi Rolniczych Alfred Vaedtke” na „Spółka Akcyjna Kraj, Fabryka Maszyn i Narzędzi Rolniczych, dawniej Alfred Vaedtke”. W okresie okupacji niemieckiej fabryka jest nadzorowana przez niemiecką firmę Strauss funkcjonując pod nazwą Landwirschaftliche Machinenfabrik a wyroby są wywożone do Niemiec.
W 1931 fabryka nabywa linię produkcyjną siewników od Augusta Ventzkiego. W tym samym roku rozpoczęto produkcję na potrzeby wojska.
W 1971 roku FMR Kraj otrzymała z Państwowego Funduszu Ziemi grunty we wsi Malina i Sklęczki
W 1992 roku „Agromet-Kraj” Fabryka Maszyn Rolniczych w Kutnie ogłasza upadłość z powodu wielomiliardowych długów. Na terenie fabryki powstaje prywatna spółka PPHU ROLMASZ Sp. z o.o. utrzymująca profil produkcji likwidowanego zakładu w zakresie siewników zbożowych (wykupiła ona maszyny oraz dzierżawi niektóre obiekty niezbędne do prowadzonej działalności). Część załogi wraz z duńską firmą Cormall Agro Holding A/S tworzy na terenie dawnej fabryki, przy ul. Metalowej 15, spółkę Danagri-pol, która rozpoczyna produkcję siewników we współpracy z niemiecką firmą Hassia.
W 1997 - firma Danagri-pol dołączyła do duńskiego holdingu Kongskilde Industries A/S i zmieniła nazwę na Kongskilde Polska.
W 2002 roku Rolmas-Kraj Kutno zostaje przejęte przez Unię Grudziądz.
W 2016 roku Unia Group rozpoczęła zamykanie swojego kutnowskiego zakładu.

## Produkty
- siewniki zbożowe: Kutnowiak KR-15, KR-25, SZK-1,5; S043 Poznaniak; S045 Polanin; S052 Mazur, S061 Pomorzanin,S068 Kutnowiak,
- rozsiewacz nawozów: N-015 Kos (1973 r. - 1976 r.)[11].